# Relevo do Ceará

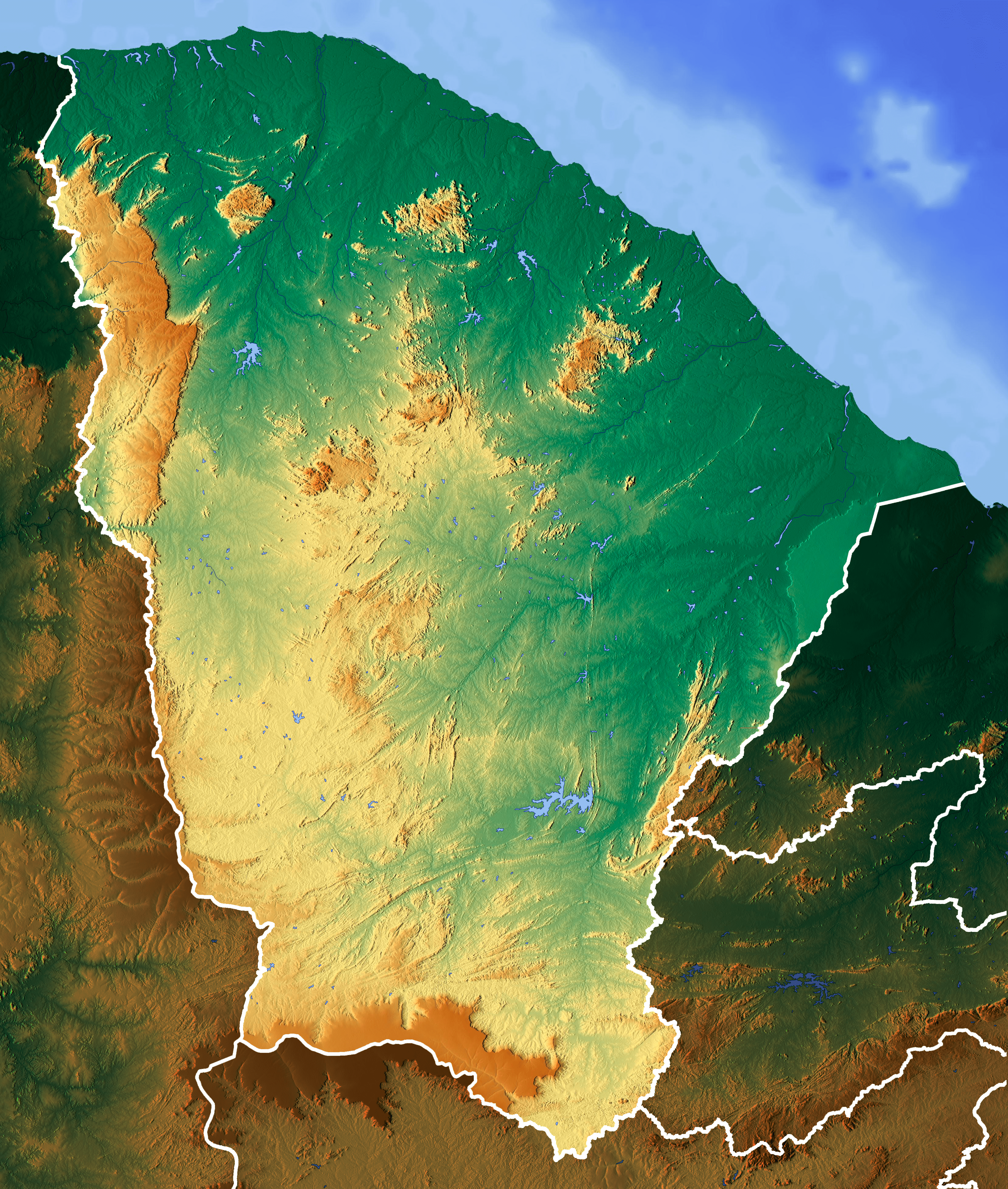
Mapa do relevo do Ceará.

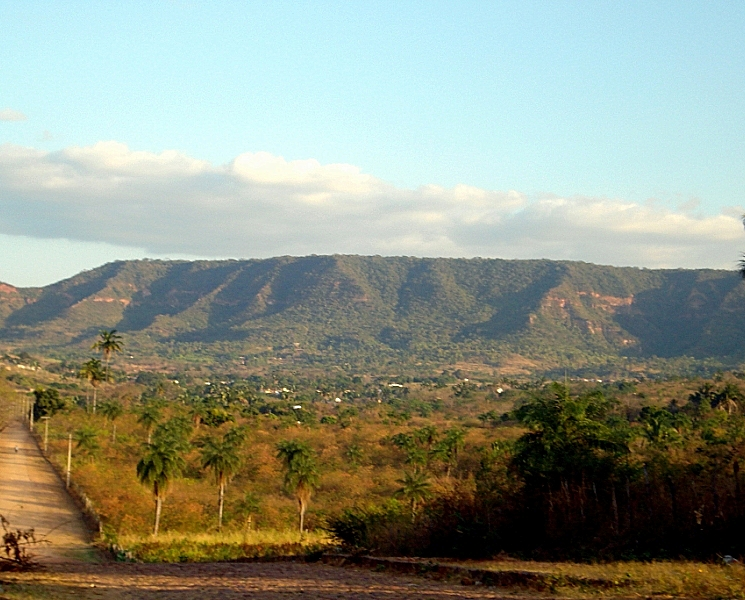
Chapada do Araripe.

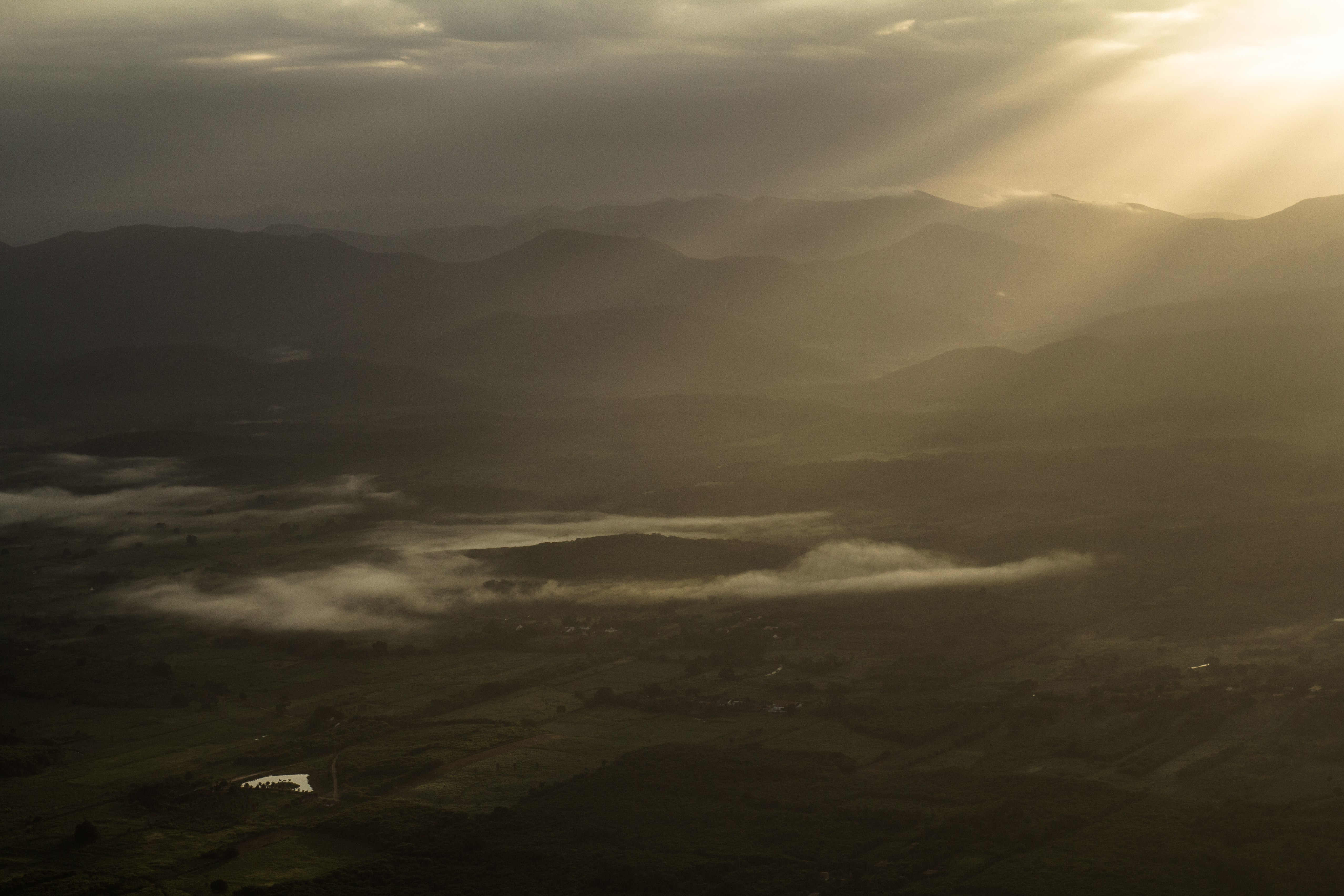
Serra da Ibiapaba.

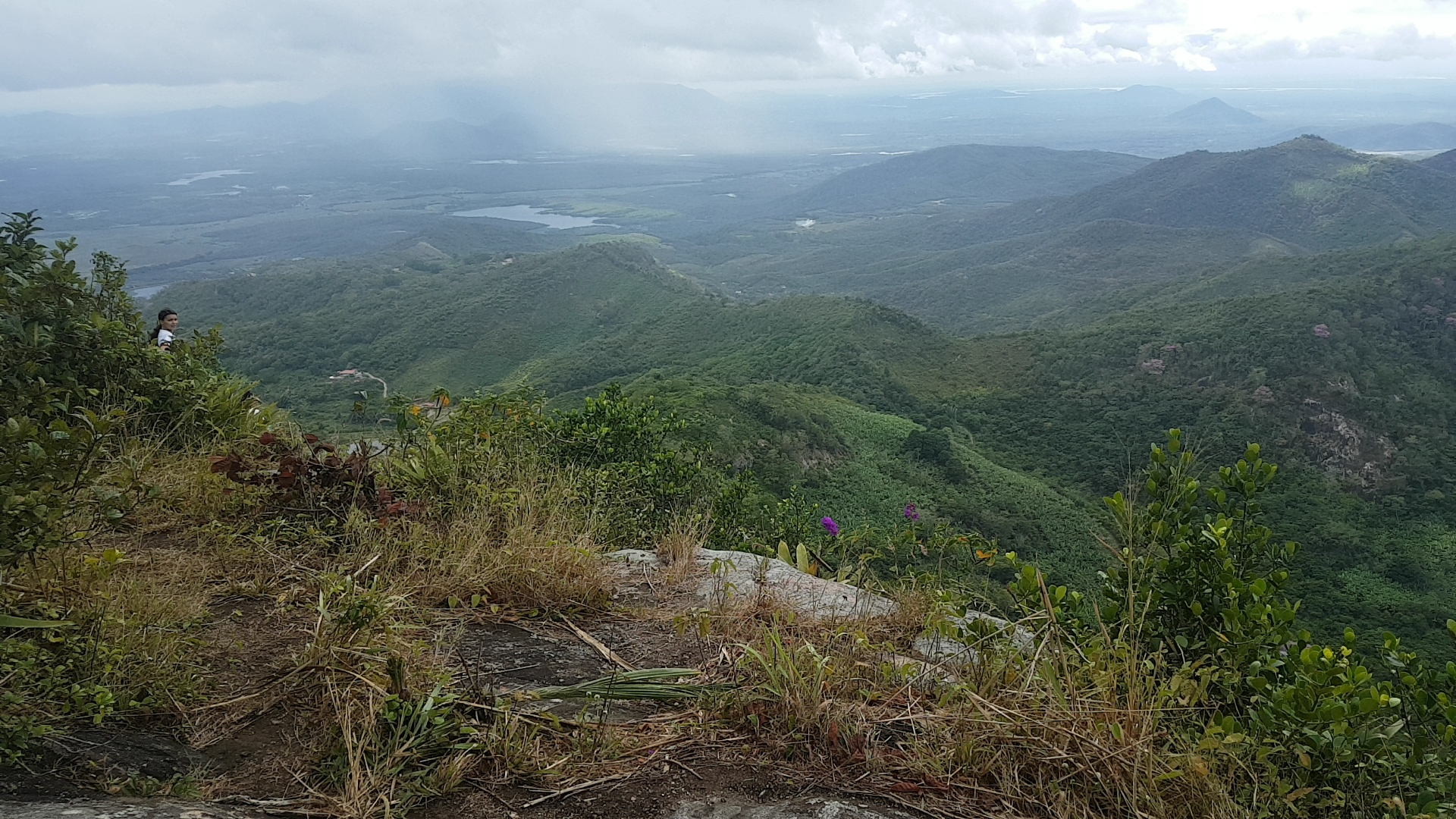
Serra de Baturité.

O Relevo do Ceará é um reflexo da diversidade e riqueza natural da região Nordeste do Brasil. Suas serras, chapadas, planaltos e vales constituem uma paisagem única, que influencia diretamente na vida e cultura das pessoas que habitam essa terra. Além disso, o relevo cearense desempenha um papel fundamental na economia do estado, influenciando na agricultura, turismo e outros setores. O relevo do Ceará é um tesouro natural a ser explorado e preservado, contribuindo para a identidade e sustentabilidade da região.

## Características
O estado do Ceará, situado na região Nordeste do Brasil, apresenta um relevo diversificado e marcante, composto por planaltos, serras, chapadas e áreas de baixada. Essa diversidade topográfica influencia diretamente aspectos como clima, vegetação, hidrografia e atividades econômicas da região, contribuindo para a riqueza e peculiaridades do estado.
As chapadas e costas que limitam o território do Ceará são de formação sedimentar, enquanto as várias serras encontradas no interior da Depressão Sertaneja, particularmente contornando à distância a faixa litorânea, são maciços antigos de origem cristalina. As serras úmidas do Ceará são: O Maciço de Baturité também conhecido como Serra de Baturité, a Serra da Meruoca, a Serra de Uruburetama, a Serra de Maranguape e a Serra do Machado.
As serras de relevo mais alto (acima de 605m) possuem clima mais úmido, maiores pluviosidades e vegetação de floresta tropical, especialmente nas vertentes de barlavento. Nas vertentes de sotavento, surgem trechos de caatingas hipoxerófilas, não tão marcadamente distintas do resto da Depressão Sertaneja. Muitas das elevações cristalinas do Sertão cearense, no entanto, não são altas o suficiente para se beneficiar das chuvas orográficas possibilitadas pela maior altitude.
Além das serras de solo cristalino, surgem em todo o Sertão (e, de forma mais peculiar, na região em torno de Quixadá, onde as formações rochosas são numerosas e de formatos às vezes curiosos) os inselbergs, resquícios de um antigo relevo mais alto e já severamente erodido da região. Afora estes, o relevo é bastante regular.

## Chapadas e cuestas
Uma das características proeminentes do relevo cearense são os planaltos e chapadas, que predominam em grande parte do território. Na porção centro-sul do estado, encontramos o Planalto da Borborema, uma extensa área de relevo ondulado e altitudes moderadas, que se estende desde o sertão até o litoral. Este planalto é caracterizado por suas formações rochosas e solos rasos, influenciando diretamente na agricultura e no modo de vida das comunidades locais. Ao sul do estado, destacam-se as Chapadas do Araripe e do Apodi, que se elevam abruptamente em relação às áreas circundantes. A Chapada do Araripe, em particular, é famosa por abrigar a cidade de Crato e o geossítio do Geopark Araripe, reconhecido internacionalmente pela sua importância geológica e paleontológica.
- A Chapada do Araripe, ao sul do Estado estende-se, no sentido leste-oeste, por entre 30 km e 70 km e, no eixo norte-sul, por cerca de 180 km de comprimento. Além do Ceará, compreende áreas de Pernambuco e Piauí. O relevo é tabular e marcadamente horizontalizado, atingindo, na sua porção mais alta, altitudes médias de 750m, mas chega a apresentar, entre as cidades de Crato, Exu (em Pernambuco) e Jardim, altitudes superiores a 900m. As condições climáticas e fitográficas variam de acordo com a morfologia e geografia do local, o que constitui uma vegetação variada, incluindo caatinga, carrasco, cerradão e floresta tropical. Das escarpas da Chapada do Araripe surgem fontes naturais e mananciais que irrigam o sopé do altiplano, uma vez que no topo a drenagem superficial é escassa, dados solos muito permeáveis. Da mesma forma, os solos se revelam de maior fertilidade no sopé da chapada do que nas áreas vizinhas. Devido a isso, forma-se um verdadeiro "brejo" que faz do Vale do Cariri uma das áreas mais densamente povoadas do Estado.[5]

- A Serra da Ibiapaba atravessa de norte a sul o extremo oeste do Estado, limitando-o com o Piauí. Caracterizando-se como uma costa seu relevo possui uma escarpa íngreme (voltada para o Ceará) e outra cujo declive é bastante suave e gradual em direção ao oeste (voltada para o Piauí). As altitudes médias são de 750m. De norte a sul e de leste a oeste, ocorrem variações nítidas de condições climáticas. Na sua vertente voltada para a Depressão Sertaneja cearense, em especial na parte nordeste de costa, possui vegetação tropical frondosa e densa. Na cidade de São Benedito, ocorre a mais intensa pluviosidade do território cearense, superior a 2.000m. Por outro lado, percorrendo-se alguns quilômetros para oeste, as chuvas orográficas não são mais tão intensas e configuram um clima semiárido com vegetação de carrasco. Da mesma forma, do norte para o sul, vão diminuindo as pluviosidades, o que resulta na predominância da caatinga na parte sul da costa, particularmente após o boqueirão constituído pelo Rio Poti. Um destino turístico famoso da região é a Serra de Ubajara, famosa por seu bondinho, cachoeiras e grutas. Há também uma abundância de cursos e quedas d'água, destacando-se a Bica do Ipu, cujas águas lançam-se do Pico Angelim, na Serra da Amontada, a 130m de altitude.[6]

- A Chapada do Apodi apresenta também relevo tabular e de origem sedimentar e ocupa o extremo leste do Estado. Suas altitudes, no entanto, não ultrapassam os 250m de altitude. Devido a isso, não se beneficia de maiores pluviosidades (ocasionadas pelo advento de chuvas orográficas), temperaturas mais amenas e maior umidade como as serras e planaltos de relevo mais alto. Caracteriza-se como uma área de transição entre a Zona da Mata e a Depressão Sertaneja, compreendendo também áreas do Rio Grande do Norte. Sua área territorial é de 148.825,6 Km².

## Serras e Maciços
No interior do Ceará, encontram-se diversas serras e maciços rochosos que conferem ao relevo uma beleza singular. A Serra da Ibiapaba, localizada na divisa com o Piauí, é um exemplo marcante, com seus paredões de rochas e vegetação exuberante. Já a Serra de Baturité, mais próxima da capital Fortaleza, é conhecida por suas formações montanhosas e clima ameno, proporcionando um refúgio verde em meio ao clima árido do sertão.

## Vale do Jaguaribe e Planícies Litorâneas
O Vale do Jaguaribe, situado no leste do estado, é uma extensa depressão entre as serras e planaltos, cortada pelo rio Jaguaribe. Esta região é de grande importância agrícola, com vastas áreas irrigadas para a produção de frutas, grãos e cana-de-açúcar. Além disso, as planícies litorâneas, que se estendem ao longo da costa cearense, abrigam importantes cidades como Fortaleza e são conhecidas por suas belas praias e dunas.

## Impacto na Hidrografia e Vegetação
O relevo do Ceará exerce uma influência significativa na hidrografia e vegetação do estado. As serras e chapadas atuam como divisores de águas, determinando o curso dos rios e a distribuição das chuvas. As áreas mais elevadas costumam receber maior índice pluviométrico, enquanto as regiões de baixada e sertão enfrentam períodos prolongados de estiagem.
Quanto à vegetação, o relevo diversificado do Ceará abriga diferentes formações vegetais, que vão desde a Caatinga, típica das áreas mais secas, até áreas de Mata Atlântica e cerrado, presentes nas serras e planaltos mais elevados. Essa diversidade biológica é fundamental para a preservação da fauna e flora do estado.